# Philonthus scotti
Philonthus scotti – gatunek chrząszcza z rodziny kusakowatych i podrodziny Staphylininae.
Gatunek ten został opisany w 1931 roku przez Maxa Bernhauera, który jako miejsce typowe wskazał górę Czytalo Terara. W 2013 roku Lubomír Hromádka dokonał jego redeskrypcji.
Chrząszcz o ciele długości 13,6 mm. Głowa czarna z żółtobrązowymi głaszczkami i nasadą drugiego członu czułków, prawie kwadratowa, o oczach dłuższych od skroni. Czułki sięgają tylnej krawędzi czarnego przedplecza, w którego rządkach grzbietowych leżą po cztery punkty. Tarczka czarna. Pokrywy fioletowoczerwone, gęsto i drobno punktowane. Odnóża czarnobrązowe z jaśniejszymi stopami. Na czarnym odwłoku obecny błękitny połysk metaliczny.
Owad afrotropikalny, znany wyłącznie z Etiopii.